# 藤原長方
藤原長方（日语：／ Fujiwara no Nagakata */?，1139年—1191年4月5日）是日本平安時代後期公卿和歌人，葉室家出身，官位是從二位權中納言，《百人秀歌》和《新時代不同歌合》歌人，舅父是藤原俊成，妹夫是德大寺實定，表兄弟有藤原定家和寂蓮，均為《百人一首》歌人，表妹藤原俊成女則是新三十六歌仙和女房三十六歌仙。

## 生平
長方本名憲賴，最初是鳥羽院判官代，後來在久安2年7月10日（1146年8月18日）獲任命為藏人，同年8月2日（9月9日）敘從五位下（前女御道子未給），久壽2年9月13日（1155年10月10日）就任丹波守，同年11月21日（12月17日）升從五位上（大嘗會丹波國司），保元元年10月27日（1156年12月11日）兼任中宮權大進（冊命日），翌年10月22日（1157年11月25日）由於興建溫明殿有功而升至正五位下（造內裏丹波國賞），同年12月7日（1158年1月9日）改任三河守，保元3年2月13日（1158年3月15日）就任皇后宮權大進（本宮居上），同年10月12日（11月4日）離任三河守。
平治元年5月1日（1159年5月19日），長方獲補任為五位藏人，同年11月10日（12月21日）就任丹波權守（大嘗會國司除目），永曆元年正月17日（1160年2月25日）離任藏人，同年2月22日（3月31日）再次出任藏人，應保元年9月15日（1161年10月5日）就任右少辨，長寬元年4月19日（1163年5月23日）辭任皇后宮權大進，永萬元年6月25日（1165年8月3日）六條天皇即位後，長方再度就任藏人，同年8月17日（9月23日）出任權左少辨，永萬2年6月6日（1166年7月4日）就任左少辨，仁安元年8月27日（1166年9月23日）兼任右衛門權佐（父卿辭權中納言申任之），9月1日（9月26日）獲下達檢非違使的宣旨。
仁安2年正月30日（1167年2月21日），長方升左中辨，兼任左衛門權佐，同年閏7月12日（8月28日）升至從四位下（院平治元御給），同時離任藏人和左衛門權佐，嘉應元年4月28日（1169年5月26日）升至從四位上（行幸院。院司。），嘉應2年正月18日（1170年2月5日）就任左中辨，同年2月3日（2月20日）出任率分所勾當和裝束司，同年3月24日（4月12日）升正四位下（春日行幸行事賞），同年12月30日（1171年2月6日）就任藏人頭，嘉應3年4月7日（1171年5月13日）就任修理左宮城使，安元元年12月8日（1176年1月21日）升右大辨。
安元2年12月5日（1177年1月6日），長方就任參議，翌年正月24日（1177年2月24日）擔任備後權守，治承元年12月17日（1178年1月7日）升至從三位，治承3年9月5日（1179年10月7日）再升至正三位（行幸石清水加茂行事賞），同年10月9日（11月9日）改任左大辨，治承4年2月21日（1180年3月18日）出任新院別當，翌年3月26日（1181年5月11日）兼任近江權守，養和元年12月4日（1182年1月10日）就任權中納言，壽永2年12月22日（1184年2月5日）升至從二位（臨時），元曆2年6月25日（1185年7月23日）由於中風而出家，建久2年3月10日（1191年4月5日）死去，享年53歲。

## 評價
長方為人直言剛直，根據《續古事談》記載，他在遷都至福原京後，於平清盛面前大肆批評福原京，最終促使清盛將首都遷回平安京。另外，根據《古今著聞集》記載，在治承4年（1180年）舉行的關於源賴朝叛亂的會議時，他不但沒有對平家忖度服從，反而主張重啟後白河院的院政以及提出讓被流放的松殿基房重回京都。此外，長方在《玉葉》元曆2年6月12日（1185年7月10日）條以及建久2年3月11日（1191年4月6日）條分別獲稱為「當世之名士」和「末代之才士也。又詩人也」。

## 和歌
| 敕撰和歌集     | 新編國歌大觀編號                                |
| -------------- | ----------------------------------------------- |
| 千載和歌集     | 167、292、1003、1116                            |
| 新古今和歌集   | 542、660、1075、1144                            |
| 新敕撰和歌集   | 54、100、163、245、411、412、459、706、759、850 |
| 續後撰和歌集   | 65、339、501、769                               |
| 續古今和歌集   | 17、1067、1068、1516                            |
| 續拾遺和歌集   | 971、1415                                       |
| 新後撰和歌集   | 98、186                                         |
| 玉葉和歌集     | 73、165、918、995、1255、2445、2661             |
| 續千載和歌集   | —                                               |
| 續後拾遺和歌集 | 314                                             |
| 風雅和歌集     | 1430                                            |
| 新千載和歌集   | —                                               |
| 新拾遺和歌集   | 346                                             |
| 新後拾遺和歌集 | —                                               |
| 新續古今和歌集 | 1623                                            |

長方總共有41首和歌收錄於敕撰和歌集，歌風豁達，實而不華。歌合方面，他曾經參與神主重保別雷社後番歌合和石清水社歌合，也舉辦過權中納言長方歌合，定數歌方面，他參與了殷富門院大輔百首和二見浦百首。此外，他也是《新時代不同歌合》歌人。
家集是《長方集》，又稱《長方卿集》、《按納言集》或《栂納言集》，由於長方的號是梅小路小納言，加上岡山大學附屬圖書館池田家文庫藏《歌書目錄》記載其家集名稱是《梅納言集》，因此推測《按納言集》和《栂納言集》均是誤寫，其中關於《按納言集》名稱的由來，根據神宮文庫藏本（書架編號3·1075 C24）的奧書記載，「按」是指按察使，「納言」是指大納言，然而這兩個職務實際上長方也未曾擔任，同時也僅此版本存在此說法，在《群書類從》本以此版本為底本後，《按納言集》的書名也就廣泛流傳，《栂納言集》的「栂」字則是由於與梅字寫法類似而來。
家集的部類分為四季、戀和雜，收錄歌數215首，有3首是其他歌人的作品，雜部以外大部分均為題詠，已確認的作品創作時期介乎於保元2年（1157年）至文治2年（1186年）之間，以西行在文治2年勸進的《二見浦百首》為下限，《和歌文學大辭典》推測其成立於文治元年（1185年）6月長方出家前後，《日本古典文學大辭典》則指是文治2年或3年左右，為《千載和歌集》的編撰資料，家集的所有版本均是抄寫自藤原定家親筆本，屬於同一系統，不過根據奧書的不同，可以細分為以下五類。
第一類的奧書是「以京極黃門定家卿自筆令書寫 尤可為証本而已 慶長第三曆五月日 羽林郎藤」，分別有東洋大學圖書館藏下卷本（書架編號911·148FN）、今治市河野美術館藏本（書架編號348·874 C9208）、祐德稻荷神社中川文庫藏本本（書架編號6·2-2·285·別6 C2236）、肥前島原松平文庫藏本（書架編號135·57 358·142·4和書架編號135·58）和聖母清心女子大學藏黑川家舊藏本（書架編號C25 1-1 332·100·2）。其中，東洋大學圖書館藏下卷本是菊牡丹花紋蔓草紋金襴藍色布質封面，封面背面為金布目紙，正文料紙是鳥之子紙，四周是金揉箔，裏打紙則撒有金切箔，推測是今治市河野美術館藏本是其臨摹本。
第二類的奧書是「本云以京極黃門定家卿自筆令書寫尤可為証本而已 慶長第三曆五月日 羽林郎藤 右本以他本亦遂校合畢 但少少有落字 源資持」，分別有今治市河野美術館藏本（書架編號348·875 C9209）和無窮神習文庫藏本（書架編號10133·井），第三類的奧書是「以京極黃門定家卿自筆令書寫尤可為証本而已 慶長第三曆五月日 羽林郎藤 以右本又令書寫遂校合訖」，分別有宮內廳書陵部藏谷森本（書架編號351·163 20·39·9）、神宮文庫藏本（書架編號3·1076 C23）和龍谷大學圖書館寫字台文庫藏本。其中，宮內廳書陵部藏谷森本是《私家集大成》和《新編私家集大成》的底本，為長27.8厘米，寬19.6厘米的袋綴，鼠色無紋厚楮紙封面，沒有題簽，左上方是寫有「栂納言長方卿集　完」的外題，正文料紙是楮紙，15頁著墨，一面十三行，一首一行書寫，沒有空白頁。
第四類的奧書是「本云此一冊定家卿自筆之本一覽之次書寫了 外題按納言集直書之 是按察大納言長方卿詠也」，有神宮文庫藏本（書架編號3·1075 C24），第五類的奧書是「此一冊定家卿自筆之本一覽之次書寫了 外題按納言集直書之 是按察大納言長方卿詠也 一本云以京極黃門定家卿自筆令書寫尤可為証本而已 慶長第三曆五月日 羽林郎藤 右一卷以勢州林崎文庫本校合畢」，分別有《群書類從》本和關西大學圖書館岩崎美隆文庫藏本（書架編號911·204 I2·2-7）。其中，神宮文庫藏本是《新編國歌大觀》的底本。
第一類、第二類和第四類的第71首均缺少下半句，總共收錄歌數是215首，相對地第三類雖然有第71首的下半句，但是缺少第90首，收錄歌數為214首，各類的成書日期以江戶時代初期為上限，第二類和第三類均抄寫自第一類，以東洋大學圖書館藏下卷本為祖本，相對地第四類的奧書沒有第一類至第三類的共通部分，第五類則以第四類校對而成，其中的關西大學圖書館岩崎美隆文庫藏本是在天保14年3月18日（1843年4月17日）抄寫自《群書類從》本，《群書類從》本同時也是《續國歌大觀》的底本。

## 百人秀歌
| 敕撰和歌集版本 | 《百人秀歌》版本 | 王向遠譯本                           |
| -------------- | ---------------- | ------------------------------------ |
|                |                  | 紀伊國海灘 偶把美玉揀 惟願有幸遇紅顏 |

這首和歌收錄於《新古今和歌集》卷第十一「戀歌一」，新編國歌大觀編號是1075，沒有詞書。此歌的意思是「據說在紀伊國由良港拾到的玉，其實不是真正的玉，而是我想與你偶爾見見面的欲」。此歌同時收錄於《新時代不同歌合》和《歌枕名寄》，為收錄於《萬葉集》的作品（新編國歌大觀編號1210）的本歌取，技巧上以「玉」（たま）作為同音的偶爾（たまさか）的序詞。關於此歌被剔除出《百人一首》的理由，推測是此歌與曾禰好忠的入選作同樣採用了地名由良（ゆら），不同的是由於好忠曾經擔任丹後掾，因此一般認為好忠歌裡提到的由良是位於丹後。不過，由於兩歌在《新古今集》中收錄順序本來也就相當接近，導致可能都一併解釋成為紀伊的由良（技巧上「（海角）」可能指紀伊，「（港口）」則指丹後），促使定家將此歌剔出《百人一首》，吉海直人更稱此歌內容平平無奇，與其說為何被剔出《百人一首》，不如說連入選《百人秀歌》的理由也讓人費解，也可能是定家晚年的喜好有變所致。

### 註解
1. ↑  詞書是指該和歌的主題和寫作動機等相關事宜[19]。

## 外部連結
- . 國書數據庫 （日语）.